# Микроскоп Гейзенберга
Микроскоп Гейзенберга — мысленный эксперимент, предложенный Вернером Гейзенбергом, который сыграл важную роль в разработке идей квантовой механики. Показывает, как можно прийти к принципу неопределённости, исходя из принципов классической оптики.
Идея этого эксперимента подверглась критике наставника Гейзенберга Нильса Бора. Теоретические и экспериментальные разработки показали, что интуитивное объяснение Гейзенбергом его знаменитого математического результата может ввести в заблуждение.

## Описание

Электрон освещается снизу светом (фотоны и волны на рисунке), волновые фронты показаны синими линиями.
Фотоны, попадающие в микроскоп, отклоняются от вертикали на угол, меньший, и изменяют импульс электрона, когда они рассеиваются на нём. Изображение волновых фронтов внутри микроскопа не соответствует реальности из-за дифракции, которая создаёт размытое изображение и, следовательно, неопределённость в положении.

Гейзенберг предполагает, что электрон подобен классической частице, движущейся в направлении {\displaystyle x} вдоль выбранной оси под микроскопом. Пусть конус световых лучей, выходящих из объектива микроскопа и фокусирующихся на электроне, составляет угол {\displaystyle \varepsilon } с электроном. Пусть {\displaystyle \lambda } будет длиной волны световых лучей. Тогда, согласно законам классической оптики, микроскоп может определить положение электрона с точностью только до
:21
{\displaystyle \Delta x={\frac {\lambda }{\sin \varepsilon }}.}
Наблюдатель воспринимает изображение частицы, потому что световые лучи падают на частицу и отражаются обратно через микроскоп к глазу наблюдателя. Из экспериментальных данных мы знаем, что когда фотон сталкивается с электроном, импульс последнего изменяется на величину, пропорциональную
{\displaystyle h/\lambda }, где {\displaystyle h} — постоянная Планка.
Однако изменение импульса электрона не может быть точно известно, поскольку направление рассеяния фотона не определено в пучке лучей, попадающих в микроскоп. В частности, импульс электрона в направлении {\displaystyle x} определяется только с точностью до
{\displaystyle \Delta p_{x}\approx {\frac {h}{\lambda }}\sin \varepsilon .}
Используя выражения для {\displaystyle \Delta x} и {\displaystyle \Delta p_{x}}, получаем
{\displaystyle \Delta x\Delta p_{x}\approx \left({\frac {\lambda }{\sin \varepsilon }}\right)\left({\frac {h}{\lambda }}\sin \varepsilon \right)=h},
что является приблизительным выражением принципа неопределенности Гейзенберга.
Известны обобщения микроскопа Гейзенберга на случай учёта эффектов ньютоновского закона всемирного тяготения или общей теории относительности. Соотношение неопределённостей, получающееся в ходе проведения этого мысленного эксперимента с учётом эффектов гравитации, называется обобщённым принципом неопределённости.

## Критика
Хотя мысленный эксперимент представляет собой популярное объяснение того, каким образом можно прийти к принципу неопределённости Гейзенберга, одному из основных принципов современной физики, он противоречит тем самым предпосылкам, на которых он был построен (рассмотрение электрона как классической частицы с точными координатами), тем самым способствуя развитию квантовой механики.
Квантовая механика считает, что электрон не имеет определенных координат до того, как будет произведено их измерение. Электрон перед измерением его координат имеет некоторую вероятность обнаружиться в любой точке Вселенной, хотя вероятность того, что его расположение окажется далеко от ожидаемого, становится очень малой на больших расстояниях от окрестности, в которой он первоначально был обнаружен. Другими словами, координаты электрона могут быть указаны только посредством распределения вероятностей.